# Lew Skorisz
Lew Skorisz (hebr. לב סקוריש; ros. Лев Скориш; ur. 22 kwietnia 1996) – izraelski lekkoatleta specjalizujący się w skoku o tyczce. Na początku kariery reprezentował Rosję.
W 2013 w Doniecku zdobył brąz mistrzostw świata juniorów młodszych. Złoty medalista mistrzostw Izraela, medalista Olimpiady Machabejskiej.
Rekordy życiowe: stadion – 5,51 (11 czerwca 2019, Bydgoszcz); hala – 5,45 (29 stycznia 2019, Mohylew).

## Osiągnięcia
| Rok  | Impreza                               | Miejsce   | Lokata            | Wynik |
| ---- | ------------------------------------- | --------- | ----------------- | ----- |
| 2013 | Mistrzostwa świata juniorów młodszych | Donieck   | 3. miejsce        | 5,10  |
| 2013 | Mistrzostwa Europy juniorów           | Rieti     | 10. miejsce       | 5,00  |
| 2014 | Mistrzostwa świata juniorów           | Eugene    | 13. miejsce       | 5,10  |
| 2017 | Młodzieżowe mistrzostwa Europy        | Bydgoszcz | el. – 16. miejsce | 5,00  |